# Future Love Paradise
Future Love Paradise is een nummer van de Britse zanger Seal. Het is de tweede single van zijn titelloze debuutalbum uit 1991. Op 1 april van dat jaar werd het nummer op single uitgebracht.

## Achtergrond
Als opvolger van de gigantische wereldhit "Crazy" werd ook "Future Love Paradise" in veel landen een grote hit, maar het succes van de voorganger werd nergens geëvenaard. De single  haalde in thuisland het Verenigd Koninkrijk de 12e positie in de UK Singles Chart. In Ierland werd de 8e positie bereikt, in Zwitserland de 7e, Nieuw-Zeeland de 25e en in Australië de 46e positie.
In Nederland was de plaat op vrijdag 26 april 1991 Veronica Alarmschijf op Radio 3 en werd een grote hit in de destijds twee hitlijsten op de nationale publieke popzender. De plaat bereikte de 6e positie in de Nederlandse Top 40 en de 10e positie in de Nationale Top 100.
In België bereikte de plaat de 14e positie in de Vlaamse Radio 2 Top 30 en de 16e positie in de Vlaamse Ultratop 50.